# Harlem Night
「Harlem Night」（ハーレム・ナイト）は、大黒摩季の5枚目のシングル。CDコードはBGDH-1030。

## 概要
大黒がビーイング在籍時代に東芝EMIから発表した最後のシングル。この後、アルバム「U.Be Love」を経てビーイング直営のレコード会社であるB-Gram RECORDSへ移籍する。フジテレビ系『PERSONAL WATCHING JAB!』オープニングテーマ曲に使用された。
約40万枚を売り上げヒットした。

## 収録曲
1. Harlem Night
作詞・作曲：大黒摩季　編曲：葉山たけし
フジテレビ系「PERSONAL WATCHING JAB!」オープニング・テーマ曲
ブラックテイストを取り入れたそれまでのシングルから一転、ホーンセクションを取り入れたロックテイストの強い楽曲。サックスでDIMENSIONの勝田一樹、トロンボーンで野村裕幸らが参加している。
2. スキなんだもんしょうがないジャン
作詞・作曲：大黒摩季　編曲：葉山たけし
アルバム未収録曲。
3. Harlem Night （オリジナル・カラオケ）

## 参加ミュージシャン
- 上村義之 - ベース (#1)
- 勝田一樹 (DIMENSION) - サックス (#1)
- 澤野博敬 - トランペット (#1)
- 有澤健夫 - トランペット (#1)
- 野村裕幸 - トロンボーン (#1)
- 大黒摩季 - コーラス (#1,#2)
- 葉山たけし - コーラス (#1), All Other Instruments

## 収録アルバム
- U.Be Love (#1)
- MAKI OHGURO BEST OF BEST〜All Singles Collection〜 (#1)
- LIVE BEST CONTAINS 16 BEST LIVE TRACKs!! (#1, ライブバージョン)
- LUXURY 22-24pm (#1)

キハラ龍太郎の編曲によるセルフカバーバージョン。
- Greatest Hits 1991-2016 〜All Singles +〜 (#1)
- LUXURY 22-24pm & 4 you (#1, セルフカバーバージョン)
- BACK BEATs ＃30th Anniversary -SPARKLE- (#1)

カップリングのスキなんだもんしょうがないジャンは、アルバム未収録。